# Jessica De Gouw
Jessica Elise "Jess" De Gouw (Perth, 15 de febrero de 1988) es una actriz australiana de ascendencia neerlandesa-británica, conocida por haber interpretado a Helena Bertinelli en la serie Arrow.

## Carrera
En 2010 se graduó con una licenciatura en artes de la Universidad de Curtin en Perth. En 2011 interpretó a la oficial Edie McElroy en la serie Underbelly: Razor. En 2012 apareció en la película para la televisión The Mystery of a Hansom Cab, donde dio vida a Madge Frettlby. Ese mismo año y el siguiente, apareció como invitada en varios episodios de la serie estadounidense Arrow, donde interpretó a Helena Bertinelli más conocida como The Huntress. En 2013 se anunció que Jessica se uniría al elenco principal de la nueva serie Drácula, donde da vida a Mina Murray. En 2015 apareció en la miniserie Deadline Gallipoli, donde dio vida a Vera Grant. En 2015 apareció como protagonista en la película de género zombi Generation Z (Generación Z). En febrero de 2016, se anunció que aparecería como personaje recurrente en la serie dramática The Last Tycoon, donde dará vida a la estrella Minna Davis.

## Vida personal
De Gouw estuvo varios años en una relación junto a su co-protagonista en Dracula, Oliver Jackson-Cohen.
En una entrevista de junio de 2022, se describió a sí misma como queer, y dijo que estaba saliendo con una mujer. De Gouw y su novia, la estilista Sophie Roberts, hablaron de su relación en la edición de febrero de la revista Vogue.

## Filmografía

### Películas
| Año  | Título                           | Personaje      | Notas                    |
| ---- | -------------------------------- | -------------- | ------------------------ |
| 2023 | The Portable Door                | Rosie Tanner   |                          |
| 2020 | Gretel y Hansel                  | Holda joven    |                          |
| 2020 | The Drover's Wife                | Louisa         |                          |
| 2017 | OtherLife                        | Ren Amari      | Protagonista             |
| 2015 | Generation Z (Generación Z)      | Melanie Gibbs  | Protagonista             |
| 2014 | Cut Snake                        | Paula          |                          |
| 2013 | These Final Hours                | Zoe            |                          |
| 2012 | The Mystery of a Hansom Cab (TV) | Madge Frettlby |                          |
| 2012 | The Dinner Meeting               | Natalie        | Cortometraje             |
| 2012 | Kath & Kimderella                | Isabella       |                          |
| 2012 | By Shank's Pony                  | —              | Cortometraje / escritora |
| 2011 | Works Well with Others           | Andrea         | Cortometraje             |
| 2010 | The Ballad of Nick Chopper       | Iva            | Cortometraje             |
| 2009 | Bedtime Stories                  | Madre          | Cortometraje             |

### Series de televisión
| Año             | Título                | Personaje                     | Notas                              |
| --------------- | --------------------- | ----------------------------- | ---------------------------------- |
| 2023            | La pareja de al lado  | Becka                         |                                    |
| 2021            | Pennyworth            | Melanie Troy                  |                                    |
| 2020            | Operation Buffalo     | Eva Lloyd-George              |                                    |
| 2020            | The Secrets She Keeps | Meghan Shaughnessy            |                                    |
| 2019            | Vienna Blood          | Amelia                        | 3 capítulos                        |
| 2019            | The Crown             | Lucy Lindsay-Hogg             | 1 capítulo                         |
| 2019            | The Hunting           | Eliza                         | 4 episodios                        |
| 2016 - presente | The Last Tycoon       | Mina Davis                    | —                                  |
| 2016 - presente | Underground           | Elizabeth "Bitsy" Hawkes      | 10 episodios                       |
| 2015            | Deadline Gallipoli    | Vera Grant                    | 2 episodios - miniserie            |
| 2012 - 2014     | Arrow                 | Helena Bertinelli/La Cazadora | 4 episodios (Personaje recurrente) |
| 2013 - 2014     | Drácula               | Mina Murray                   | 10 episodios - (Elenco principal)  |
| 2012            | Tricky Business       | Yvette Bell                   | 1 episodio                         |
| 2011            | Crownies              | Melody Kingston               | 1 episodio                         |
| 2011            | Underbelly: Razor     | Edie McElroy                  | 3 episodios                        |
| 2006            | The Sleepover Club    | Amanda Hart                   | 1 episodio                         |

## Premios y nominaciones
| Año  | Título | Premio                     | Categoría                                                     | Resultado |
| ---- | ------ | -------------------------- | ------------------------------------------------------------- | --------- |
| 2019 | Riot   | The Equity Ensemble Awards | Actuación sobresaliente en conjunto para miniserie o película | Ganadora  |